# Alexandru Batcu
Alexandru Batcu (n. 27 iunie 1892,  Dorohoi, jud. Botoșani - d. 1964) a fost un general român, care a luptat în cele două războaie mondiale. 
- 1941 – 1943 - Comandantul Regimentului 28 Fortificații.
- 1943 – 1944 - Prefectul orașului Dubasari.
- 1944 - Prefectul orașului Tiraspol.
- 1944 - Comandantul Diviziei 5 Infanterie.
- 1944 - Comandantul Diviziei 5 Infanterie Instrucție.
- 1944 – 1945 - Comandant Adjunct al garnizoanei București.
- 1945 - Comandantul garnizoanei București.
- 1946 - În retragere.
- 1948 - Comandant al Comenduiri Pieții București.
- 15 ianuarie 1948 - Pensionat.

În 1948, generalul Maior Alexandru Batcu a fost condamnat la 12 ani închisoare pentru luare de mită și abuz de putere; în 1956, generalul maior Alexandru Batcu a fost reabilitat.
1. ↑  Biography of Brigadier-General V. Alexandru Batcu (1892 – 1964), Romania, generals.dk